# Dąbrowa Nadjezierna
Dąbrowa Nadjezierna (niem. Hinterdamerau) – osada w Polsce położona w województwie warmińsko-mazurskim, w powiecie szczycieńskim, w gminie Szczytno.
Osada położona nad jeziorem Sasek Wielki, od wschodu ok. 1 km. jezioro Gromskie.
W latach 1975–1998 miejscowość administracyjnie należała do województwa olsztyńskiego.